# Lennart Klingström
Lennart Klingström (n. 18 aprilie 1916, Comuna Österåker, Comitatul Stockholm, Suedia – d. 5 iulie 1994, comuna Danderyd, Comitatul Stockholm, Suedia) a fost un caiacist ce a reprezentat Suedia, medaliat olimpic. A participat la o ediție a Jocurilor Olimpice (1948) în care a câștigat o medalie de aur.

## Participări
Lista de mai jos prezintă principalele competiții la care a participat Lennart Klingström de-a lungul carierei.
- canoeing at the 1948 Summer Olympics – men's K-2 1000 metres[*]